# 張著銘
張著銘（？—？）。山西太原府陽曲縣人，民籍，明末官員。

## 生平
萬曆四十年（1612年）中式壬子科舉人，萬曆四十四年（1616年）登丙辰科錢士升榜三甲進士。历官束鹿县、金乡县知县，官至山東臨清參議